# Clare Milne
Clare Milne (1956-27 de octubre de 2012) fue la hija de Christopher Robin Milne y nieta del conocido escritor A. A. Milne. Ha aparecido en las películas y cortos animados de Winnie Pooh, la creación de su abuelo.

## Nacimiento
Clare nació a comienzos de 1956, pocos meses después de la muerte del padre de Christopher Robin Milne. Cuando nació se le diagnosticó una parálisis cerebral grave.

## Adultez
De adulta, creó una fundación para los discapacitados cerebrales, a la que llamaría "Clare Milne Trust".

## Fallecimiento
Clare falleció el 27 de octubre de 2012 a causa de una anomalía cardiaca.